# Bardas Skleros

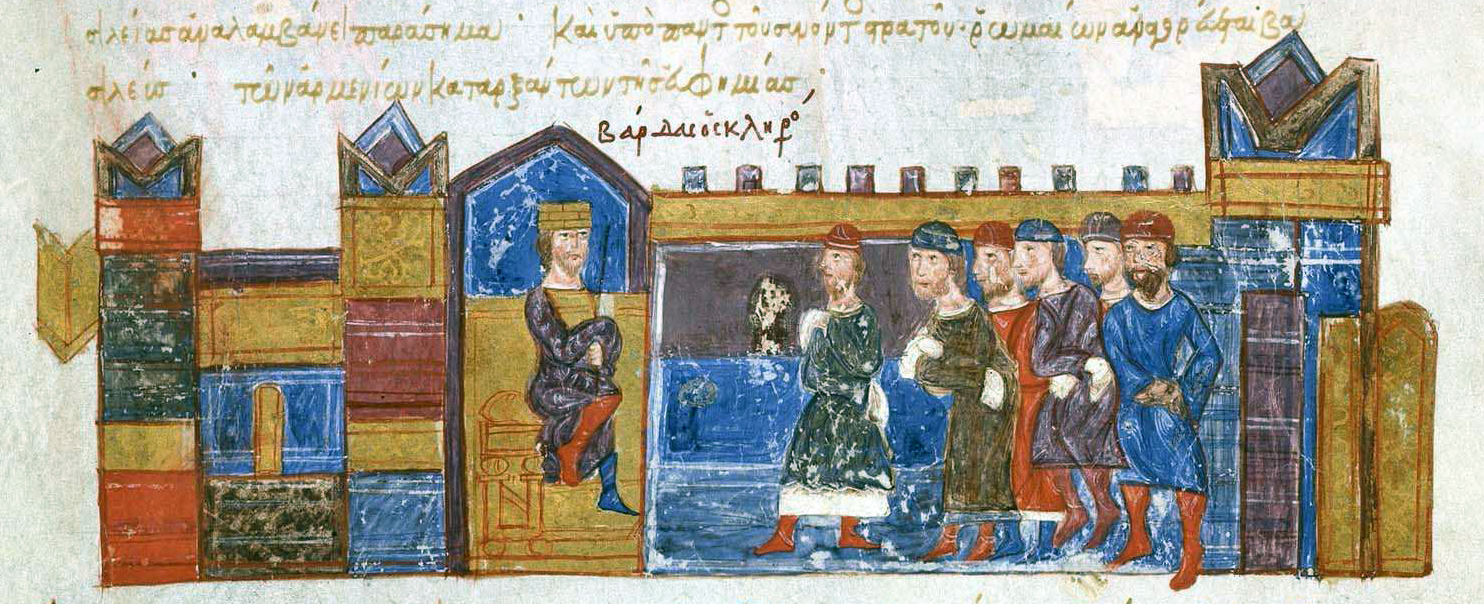
Proklamation des Bardas Skleros zum Kaiser

Bardas Skleros, mittelgriechisch Βάρδας Σκλήρος (geb. vor 976; gest. nach 987) war ein byzantinischer Feldherr unter Kaiser Johannes Tzimiskes und war der Bruder von Johannes’ Frau Maria. Nach dessen Tod versuchte er, dem Nachfolger Basileios II. den byzantinischen Thron streitig zu machen, jedoch ohne Erfolg.

## Bardas Skleros als loyaler Feldherr des Johannes Tzimiskes
So weit bekannt, hatte Bardas Skleros unter der Herrschaft des Johannes Tzimiskes den Rang eines Magistros inne und war mit diesem eng verbunden, da er mit Johannes lange in Syrien gekämpft hatte und wahrscheinlich sein engster Vertrauter war. Zum ersten Mal tauchte er auf, als der russische Fürst Swjatoslaw das byzantinische Reich angriff. Skleros rückte dabei als einer der beiden Anführer der Vorhut des kaiserlichen Heeres auf Adrianopel vor und täuschte dem russischen Heer Feigheit vor, was schließlich dazu führte, dass ein Teil der Angreifer in eine Falle gelockt und ausgeschaltet wurde.  Das Hauptheer wurde einige Tage in einer Feldschlacht fast komplett aufgerieben.
Durch diese Ablenkung sah der Feldherr Bardas Phokas seine Chance zum Thronraub gekommen: Er floh aus seinem erzwungenen Exil in Pontos und marschierte mit einigen tausend Mann auf Konstantinopel zu. Johannes schickte ihm seinen Schwager Skleros entgegen, trug ihm dabei aber auf, Phokas, der mit Skleros ebenfalls befreundet war, am Leben zu lassen. Nachdem die meisten seiner Anhänger zu Skleros desertiert waren, ergab sich Phokas mit seiner Familie schließlich dem Kaiser.

## Die erste Revolte
Nach dem Tod des Johannes Tzimiskes 976 betrachtete Skleros sich als dessen rechtmäßiger Nachfolger. Er wurde von seinen Truppen als Kaiser ausgerufen und marschierte mit ihnen auf das anatolische Caesarea zu. Nach mehreren Siegen zu Land und zu Wasser konnte er schließlich mit der Belagerung Konstantinopels beginnen. Jedoch wurde Skleros’ Flotte, die er in Attalea (dem heutigen Antalya) übernommen hatte, kurzerhand von der kaisertreuen Flotte ausgelöscht. Der Eunuch Basileios Lakapenos, der noch die Amtsgeschäfte für Basileios II. und dessen Bruder führte, ernannte ausgerechnet Bardas Phokas zum Befehlshaber der kaiserlichen Streitkräfte.
Dieser begab sich nach Caesarea, um ein neues Heer zu rekrutieren und Skleros in den Rücken zu fallen. Skleros zog sich umgehend von der Hauptstadt zurück, als er die Gefahr erkannte. Drei Jahre bekämpften sich die Kontrahenten, und obwohl er mehrere Siege davontragen konnte, gelang es Bardas Skleros nicht, seinen Gegner zu überwinden. Die entscheidende Schlacht von Pankalia fand schließlich im Frühjahr 979 statt. Phokas schien die Schlacht zu verlieren und forderte deshalb seinen Kontrahenten zum Duell auf, was dieser verlor; Bardas Skleros fand dabei jedoch nicht den Tod. Er floh nach seiner Niederlage nach Syrien und sann auf Rache.

## Die zweite Revolte
Nach einem weiteren Angriff der Bulgaren 987 kehrte er aus seinem Exil zurück. Gleichzeitig mit ihm revoltierte auch Bardas Phokas erneut, der ihm eine Teilung des Reiches vorschlug. Die beiden belagerten Konstantinopel über ein Jahr lang. Schließlich befahl Kaiser Basileios II. einen Ausfall. Erneut versuchte Phokas den Sieg durch ein Duell zu erlangen, doch diesmal hatte er weniger Glück, denn er starb noch auf seinem Pferd; wie es scheint an einem Schlaganfall. Basileios machte dem inzwischen schwachen und halb blinden Skleros ein Angebot: Er versprach ihm den Titel eines Kuropalates und seinen Soldaten Straffreiheit.
Bardas Skleros nahm das Angebot an. Basileios soll beim Anblick des Skleros verwundert gefragt haben, ob denn dieser alte kranke Mann tatsächlich sein langjähriger Widersacher sei. Skleros gab dem Kaiser den Rat, dem anatolischen Adel kaum Spielraum zu lassen, um den Thron sicher behalten zu können. Basileios befolgte diesen Rat zeit seines Lebens.